# Don Ingle
Don J. Ingle (* 10. Februar 1931; † 9. März 2012 in Baldwin, Lake County (Michigan)) war ein US-amerikanischer Jazz-Musiker (Ventilposaune, Posaune, Kornett, Gesang), Arrangeur und Journalist.

## Leben und Wirken
Don Ingle, Sohn des Jazzmusikers und Komikers Ernest „Red“ Ingle (der u. a. mit Jean Goldkette, Bix Beiderbecke und Spike Jones spielte), begann seine musikalische Karriere 1949 mit 18 Jahren. Er studierte Musik und Geschichte am Colorado College und an der Michigan State University. Während der 1960er Jahre spielte er bei Frank Assunto and the Dukes und in der Formation Jazz Limited des Klarinettisten Bill Reinhardt. Bevor er hauptberuflich als Outdoor-Journalist arbeitete, war er Posaunist in der Hot-Jazz-Tributband Sons of Bix, mit der er u. a. das Album Ostrich Walk einspielte und 1978 auf dem Manassas Jazz Festival auftrat. Zwischen 1968 und 1987 wirkte er bei einer Reihe von Aufnahmesessions mit; u. a. mit seiner Band Don Ingle & The Michigan Nighthawks, mit der auch in den 1990er Jahren aktiv war. Ingle, der das Michigan Forests Magazine herausgab und für lokale Zeitschriften tätig war, verstarb mit seiner Ehefrau Jean bei einem Brand ihres Hauses.